# André Gillois
André Gillois és el nom artístic de Maurice Diamantberger (9è districte de París, 8 de febrer de 1902 - 16è districte de París, 18 de juny de 2004) va ser un escriptor, director i guionista francès. Pioner de la ràdio, durant la Segona Guerra Mundial va ser el portaveu del general Charles de Gaulle a Londres.

## Biografia
Abans de la guerra, va treballar al cinema, amb René Clair i el seu germà Henri Diamant-Berger, però també a l'edició de llibres, amb François Bernouard: va editar Jules Renard, Georges Courteline, Émile Zola. També va mostrar el seu talent a la ràdio, com a periodista i productor a Le Poste Parisien, amb Jean Nohain, freqüentant Henri Bergson, Georges Courteline, Tristan Bernard o Sacha Guitry.
El 1940 va sortir de París i va passar dos anys al sud, mentre es van establir les primeres xarxes de la Resistència i els vincles amb els britànics. El 31 d'agost de 1942, va marxar de nit en la faluca Seadog de Canes a Gibraltar, i després amb avió a Londres.
Del 17 de maig de 1943 al 24 de setembre de 1944, va dirigir el diari Honneur et patrie, diari de la resistència francesa, que va crear le Chant des partisans i que anunciava cada vespre: "Aquí Londres, els francesos parlen als francesos." L'1 de juny de 1944 substituí Maurice Schumann com a portaveu del general de Gaulle.
Després de la guerra, André Gillois es va dedicar a escriure obres de teatre i novel·les, així com programes de televisió i ràdio. A la dècada de 1950, amb Emmanuel Berl i Maurice Clavel, va encoratjar l'emissió radiofònica Qui êtes-vous ?. En 1954, va crear un dels primers jocs de la televisió francesa Télé Match, amb Jacques Antoine i Pierre Bellemare. En 1958, un jurat, on hi figurava Georges Simenon, li va atorgar prix du Quai des Orfèvres per la narració policíaca, 125, rue Montmartre, sobre la qual Gilles Grangier dirigirà una pel·lícula.
En 1973 André Gillois va publicar La Vie secrète des Français à Londres de 1940 à 1944. En 1980 va publicar les seves memòries sota el títol Ce siècle avait deux ans. En 2004, amb 102 anys, va morir a París el 19 de juny (la nit del 18 al 19). És enterrat al cementiri de Passy, amb la seva dona que va morir el 1978.

## Obres
- vers 1945 : De la Résistance à l'Insurrection, préface d'Emmanuel d'Astier de la Vigerie, Éditions Sève, s.d.
- 1947 : La Corde raide, Nouvelles Éditions Latines.
- 1950 : La Souricière, Les Éditions de Minuit.
- 1953 : Les Grandes Familles de France, André Bonne.
- 1953 : Qui êtes-vous ?, texte des émissions de radio (1949-1951), Gallimard.
- 1954-55 : L'Art d'aimer à travers les âges, 3 vol., André Vial.
- 1957: Polydora, pièce en 3 actes, Comédie-Française L'Avant-Scène, fémina-théâtre, Plantilla:Numéro.
- 1958 : 125, Rue Montmartre, coll. Le Point d'interrogation, Hachette, prix du Quai des Orfèvres 1958. Adaptada al cinema en 125, rue Montmartre, de Gilles Grangier, estrenada el 1959.
- 1959 : Le Petit Tailleur de Londres, roman, Julliard.
- 1959 : Le Dessous des Cartes, pièce en 4 actes, L'Avant-Scène, fémina-théâtre, n. 194.
- 1963 : La Corde pour le pendre, coll. Le Point d'interrogation, Hachette.
- 1965: Le Plus Grand des hasards d'André Gillois et Max Régnier, mise en scène Georges Douking, théâtre de la Porte-Saint-Martin.
- 1966 : La France qui rit… La France qui grogne, Hachette.
- 1967 : Filous et Gogos, Hachette.
- 1968 : Les Petites Comédies, Julliard.
- 1970 : Information contre X, Julliard.
- 1973 : Histoire secrète des Français à Londres de 1940 à 1944, Hachette, J. Tallandier.
- 1980 : Ce siècle avait deux ans. Mémoires, préface de Jean-Louis Crémieux-Brilhac, Belfond ; rééd. Mémoire du Livre, 2002.
- 1981 : Voyage surprise. Les folles vacances de 20 Français, avec Jean Nohain, Alain Lefeuvre.
- 1982 : Un roman d'amour, récit, Pierre Belfond.
- 1985 : Gallifet, le fusilleur de la Commune, France Empire.
- 1986 : Boulevard du Temps qui passe ; de Jules Renard à de Gaulle, Le Pré aux Clercs.
- 1986 : Le Secret de la Tsarine, Payot.
- 1990 : Le Mensonge historique, Robert Laffont.
- 1992 : La Mort pour de rire, Le Cherche Midi.
- 1995 : L'Homme éberlué, chronique du XXe siècle (1940-1975), Les Éditions de Paris.
- 1997 : Le Penseur du dimanche, Éditions de Paris.
- 2000 : Adieu mon siècle, Ornican.

## Filmografia
Director
- 1931: Ma tante d'Honfleur ;
- 1932: L'Enfant du miracle ;
- 1932: Chassé-croisé (curtmetratge) ;
- 1932: Général, à vos ordres (curtmetratge) ;
- 1934: Miquette et sa mère (coréalisation avec Henri Diamant-Berger et Henri Rollan).

Guionista
- 1931: Ma tante d'Honfleur de Maurice Diamant-Berger/André Gillois ;
- 1932: Chassé-croisé de Maurice Diamant-Berger/André Gillois (curtmetratge) ;
- 1938: Raphaël le tatoué de Christian-Jaque ;
- 1939: En correctionnelle de Marcel Aboulker (curtmrtrayge) ;
- 1940: Les Surprises de la radio de Marcel Aboulker.

Dialoguiste
- 1938: Raphaël le tatoué de Christian-Jaque ;
- 1939: En correctionnelle de Marcel Aboulker (cm) ;
- 1939: Narcisse d'Ayres d'Aguiar ;
- 1940: Les Surprises de la radio de Marcel Aboulker.

Sobre la seva obra
- 1946: Voyage surprise de Pierre Prévert coescrit amb Jean Nohain ;
- 1950: La Souricière de Henri Calef ;
- 1959: 125, rue Montmartre de Gilles Grangier.

Televisió
- 1960: De fil en aiguille de Lazare Iglesis ;
- 1962-1963: Cent ans d'amour, d'André Gillois, realització de Maurice Chateau ;
- 1971: Pas moral pour deux sous, peça d'Edmund Wolf, adaptacií d'André Gillois, realització de Jean Archimbaud ;
- 1976: La Bande à Glouton de François Chatel, coescrit amb Jacques Fabbri ;
- 1979: Les Petites têtes de Pierre Sabbagh en la sèrie Au théâtre ce soir.

Actor
- 1952: Cent francs par seconde de Jean Boyer, André Gillois.

## Teatre
- 1939: Baignoire « B », escenografia de Jean Wall, théâtre Marigny.